# Петриченко, Виктор Викторович
Виктор Викторович Петриченко (12 мая 1954, Кривой Рог, Днепропетровская область — 21 сентября 2014, Киев) — профессор кафедры хорового дирижирования НМАУ имени П. И. Чайковского, дирижёр Национальной заслуженной академической капеллы Украины «Думка». Народный артист Украины (2004).

## Биография
Родился 12 мая 1954 года в городе Кривой Рог в семье горных инженеров Юлии Васильевны и Виктора Степановича Петриченко. Родители любили музыку и стремились развивать музыкальные способности. В 6 лет Виктор успешно сдал экзамены сразу в три музыкальные школы. После 8 классов общеобразовательной школы он поступил на дирижёрский факультет Криворожского музыкального училища в класс Сухановой Ларисы Фёдоровны.
С 1973 по 1978 годы — студент Киевской государственной консерватории имени П. И. Чайковского в классе О. С. Тимошенко. Окончив с отличием консерваторию Виктор Петриченко поступил в ассистентуру-стажировку, а в 1982 году окончил её с квалификацией дирижёр хора, преподаватель высшего музыкального учебного заведения. С момента поступления в аспирантуру началась его преподавательская деятельность на кафедре хорового дирижирования Национальной музыкальной академии имени П. И. Чайковского. Более 50 молодых дирижёров — студентов и аспирантов выпустил в профессиональную жизнь класс профессора Петриченко.
За 35 лет работы Петриченко как преподаватель создал класс хорового дирижирования. Требовательный к себе Виктор Викторович настаивал на детальном изучении студентами хоровой партитуры, особое внимание уделял освоению ими мануальной техники, создав свою систему обучения технике хорового дирижирования.
Выпускники класса Виктора Петриченко — известные хормейстеры, преподаватели и певцы Украины, Германии. Среди них: Никитюк Оксана Павловна (Заслуженная артистка Украины, артистка НЗАКУ «Думка»), Мадараш Оксана Степановна (Заслуженная артистка Украины, дирижёр КНА театра оперетты), Пахомова Инна Александровна (старший преподаватель дирижёрско-хорового отдела КССМШ имени Н. Лысенко), Заволгин Александр Викторович (преподаватель кафедры хорового дирижирования НМАУ имени П. И. Чайковского), Шалькевич Юлия Викторовна (глава цикловой комиссии дирижёрско-хорового отделения Киевского института музыки имени Р. М. Глиэра).
Параллельно с преподаванием в НМАУ имени П. И. Чайковского на протяжении 30 лет работал дирижёром Национальной заслуженной академической капеллы Украины «Думка». За эти годы он стал хормейстером-постановщиком более 40 хоровых произведений крупных форм украинских и зарубежных композиторов. Среди них: «Панахида за померлими з голоду» Е. Станковича, кантата для народного голоса, хора и симфонического оркестра «Чумацькі пісні» В. Зубицкого, «Реквием для Ларисы» В. Сильвестрова, сценическая кантата Carmina Burana К. Орфа, Credo К. Пендерецкого для хора, солистов и симфонического оркестра, Te Deum А. Брукнера, Te Deum А. Дворжака, поэма «Колокола» С. Рахманинова и многие другие.
Умер 21 сентября 2014 года в Киеве, где и похоронен на Лесном кладбище.